# Свети-Юрай
Свети-Юрай (хорв. Sveti Juraj) — деревня в Хорватии. Деревня находится на Адриатическом побережье, на трассе D8 между городами Сень и Карлобаг. Дорога, на которой расположена эта деревня, ведёт вглубь страны к национальному парку Северный Велебит и посёлку Красно.

## История
Во времена Древнего Рима на месте Свети-Юрая располагался населённый пункт под названием Лопсика (лат. Lopsica), основанный на руинах доисторического поселения человека. В период принадлежности Лопсики Римской империи, она была соединена с близлежайшим островом Лисац каменной насыпью, которая с течением времени погрузилась под воду. Вследствие Великого переселения народов Лопсика опустела и на её месте в XII веке было основано новое поселение, в черте которого вскоре был возведён бенедиктинский монастырь. В XIV веке здесь был построен храм в готическом стиле, освящённый в честь Святых Филиппа и Якова. В середине XIX века храм обветшал, в связи с чем в деревне была построена новая церковь, освящённая в честь Святого Георгия.